# Dark Angel: Vampire Apocalypse
Ne doit pas être confondu avec James Cameron's Dark Angel (jeu vidéo).
Dark Angel: Vampire Apocalypse est un jeu vidéo de type beat them all développé par Spike et édité par Capcom, sur PlayStation 2.

## Accueil
- GamePro : 4/5[1]
- GameSpot : 3,9/10[2]
- GameSpy : 25 %[3]
- IGN : 5,2/10[4]